# Götala kungsgård

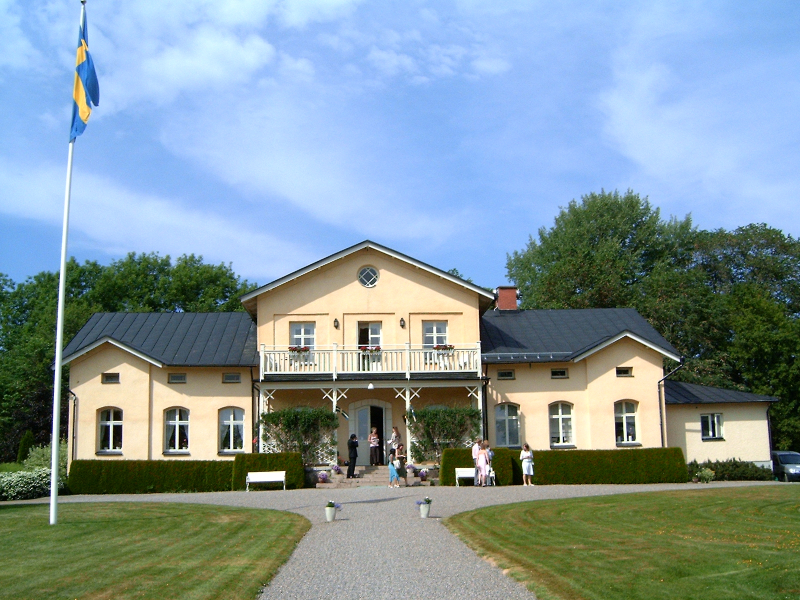
Götala herrgård, strax utanför Skara.

Götala kungsgård är en kungsgård belägen cirka 3 kilometer öster om Skara.

## Bakgrund
Götala omtalas första gången 1241 och tillhörde då Skara domkyrka. Det såldes av biskop Brynolf Algotsson till kronan. Enligt traditionen är Götala platsen för "alla götars ting" för Västergötlands lagsaga.
Det var länsresidens mellan 1612 (efter att danskar ödelagt Skaraborgs slott) och 1660, varefter residenset för landshövdingen i Skaraborgs län flyttades till Marieholms kungsgård vid Mariestad. 
Götala var från början av 1700-talet anslaget som ryttmästarboställe, men blev från 1730 översteboställe för Västgöta Ryttare.
Huvudbyggnaden uppfördes 1889, efter att den tidigare huvudbyggnaden från 1734 förstördes i en brand 1887. Två flyglar från den äldre mangårdsbyggnaden nedplockades 1966 och återuppfördes vid Kråks herrgård, intill Västergötlands museum 1966-1968.